# Gemen (Schöppingen)
Gemen ist eine Bauerschaft und einer von drei Ortsteilen von Schöppingen. Gemen hatte 2011 insgesamt 341 Einwohner.

## Geschichte

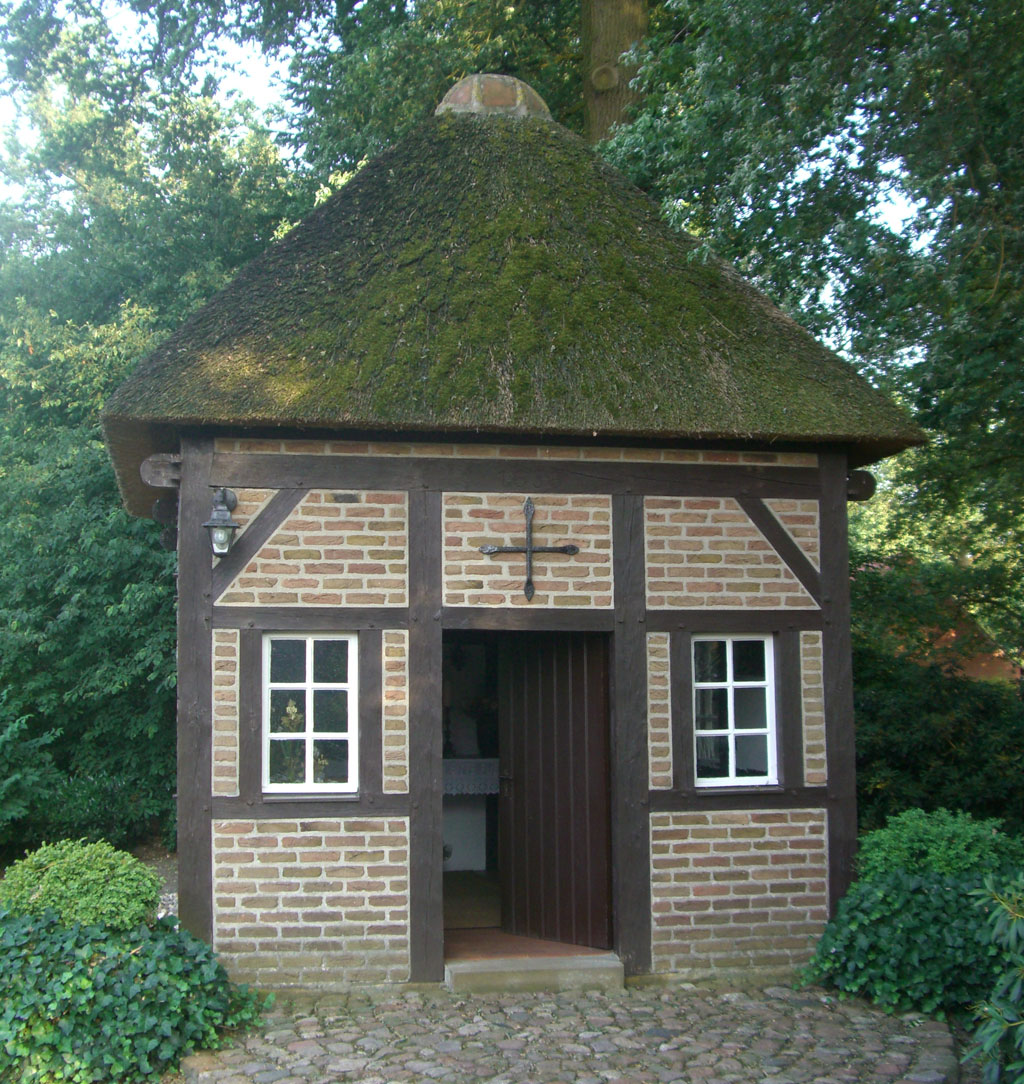
Pestkapelle in Gemen

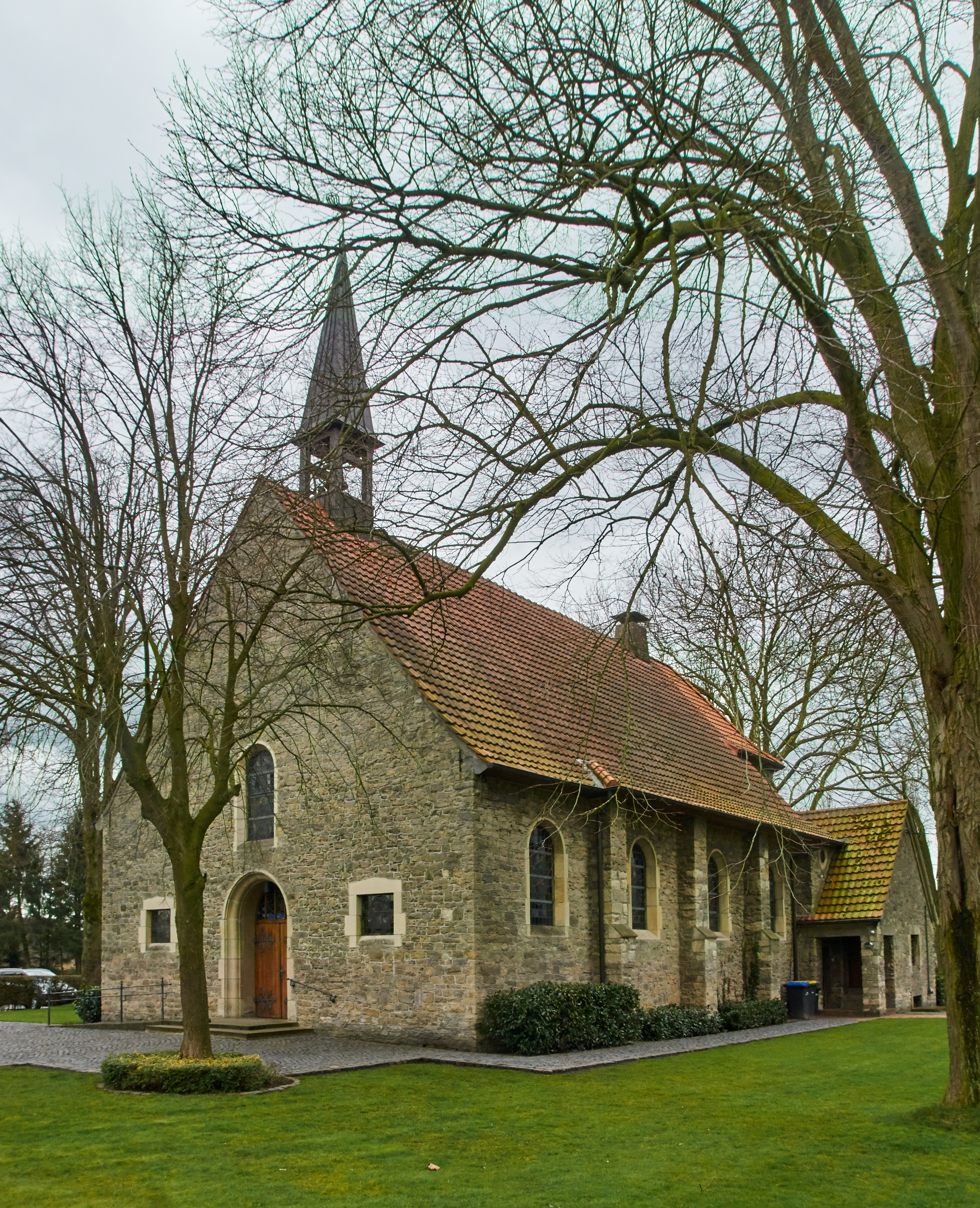
St. Antonius Abt

Nach einer Pestepidemie im Jahr 1636 legten die Bauern in Gemen das Gelübde ab, jährlich am 17. Januar das Fest des Heiligen Antonius wie Ostern zu feiern, und errichteten eine Pestkapelle. Im 18. Jahrhundert wurde in Gemen eine Schule eingerichtet. 1923 wurde in Gemen die  Kirche St. Antonius Abt eingeweiht. 2013 verlor die Pfarrgemeinde St. Antonius Gemen wie auch die Eggeroder Pfarre St. Mariä Geburt mit dem Zusammenschluss unter St. Brictius Schöppingen ihre Selbständigkeit.

## Regelmäßig Veranstaltungen
In Gemen werden jährlich am 17. Januar das Fest des Heiligen Antonius und alle zwei Jahre im Juli ein Schützenfest gefeiert.